# Войска управления
Войска управления, в военном деле России данный термин имеет следующие значения: часть войск сухопутных сил в ВС ФРГ.
Организационно состоят из подразделений, входящих в корпуса и дивизии.

## Состав
Включают:
- войска связи;
- подразделения военной полиции;
- подразделения глубокой разведки;
- подразделения психологической войны;